# Січнева вулиця (Київ)
Січне́ва ву́лиця — вулиця в Голосіївському районі міста Києва, місцевість Феофанія (садове товариство «Метролог»). Пролягає від Метрологічної вулиці до кінця забудови. 
Прилучаються вулиці Квітнева, Липнева та Серпнева.

## Історія
Виникла на початку 2010-х років як вулиця без назви на території садового товариства «Метролог». Сучасна назва — з 2013 року.